# انسی آی‌اس‌سی ایکس۱۲
ASC X12 (که بنام ANSI ASC X12 نیز معروف است) استاندارد رسمی تعیین شده توسط موسسات استانداردسازی ملی آمریکا برای توسعه و نگهداری استانداردهای تبادل داده‌های الکترونیک (EDI) است. این گروه در سال ۱۹۷۹ تأسیس شد و یک کمیته استانداردسازی زیرنظر موسسه ملی استانداردسازی آمریکا (ANSI) است. عبارت ANSI ASC X12 مخفف کلمات "American National Standards Institute Accredited Standards Committee X12" (کمیته استانداردسازی X12 زیرنظر موسسه ملی استانداردسازی آمریکا) است که در آن X12 یک تعیین کننده زمان اعتبارنامه می‌باشد و اهمیت دیگری ندارد.
ASC X12 بیشتر از ۳۱۵ استاندارد X12 در مورد EDI و تعداد روزافزونی شماهای XML برای سلامت، بیمه، دولت، حمل و نقل، امور مالی، و صنایع دیگر تعیین نموده است. اعضای ASC X12 شامل بیش از ۳۰۰۰ متخصص استاندارد از ۳۵۰ شرکت مختلف در زمینه‌های تجاری گوناگون می‌باشد.

## CICA
CICA (معماری اجزای وابسته به متن) رهیافتی جدید برای طراحی پیام می‌باشد تا عدم تطابق میان پیام‌های اکس‌ام‌ال را از بین برده و هزینه بالای تبدیل آنها را برای تبادل داده در ارتباطات شرکت-شرکت کاهش دهد. CICA امکان دسترسی به اجزای قابل استفاده برای ساخت واسط‌های استاندارد فراهم می‌سازد تا نیازهای شرکت‌های تجاری و صنایع را برطرف نماید.
اجزای پیام‌های مستقل از دستور با قابلیت استفاده مجدد CICA در یک محل ذخیره‌سازی مرکزی دارای قابلیت‌های گوناگون نگهداری می‌گردد. این قابلیت‌ها شامل ورود داده و نگهداری، بازیابی داده (از ساختار کامل پیام به هر جز)، توانایی‌های انعطاف‌پذیر گزارش‌گیری برای پشتیبانی تولیدکنندگان، و مستندات کاربر نهایی شامل شماهای XML و راهنماهای مرجع کاربردوست می‌باشد.
مکمل داده‌های ذخیره شده CICA "فرمت تبادل فراداده X12 CICA" یا CICA-MIF است. CICA-MIF یک راهنمای ساخت‌یافته برای تبادل دوسویه بین ابزار توسعه‌دهندگان X12، محل ذخیره‌سازی مرکزی و نرم‌افزارهای سایر فراهم‌کنندگان فناوری که این فرمت را پشتیبانی می‌نمایند فراهم می‌کند. این شمای X12 توسعه‌دهندگان X12 را قادر می‌سازد تا ابزار جهانی را برای ایجاد استانداردهای پیام بکار برند و در پایگاه داده CICA وارد سازند.